# (33045) 1997 UF1
1997 UF1 (asteroide 33045) é um asteroide da cintura principal. Possui uma excentricidade de 0.13914150 e uma inclinação de 4.32483º.
Este asteroide foi descoberto no dia 21 de outubro de 1997 por Yoshisada Shimizu e Takeshi Urata em Nachi-Katsuura.